# Okulopharyngeale Muskeldystrophie
Die Okulopharyngeale Muskeldystrophie (OPMD) ist eine seltene, langsam fortschreitende genetische Erkrankung, die hauptsächlich die Muskeln der Augenlider (okulo-) und des Schluckakts (-pharyngeal) betrifft. Sie wurde erstmals in den späten 1960er Jahren beschrieben und wird als autosomal-dominant vererbte Krankheit klassifiziert. Ein betroffener Elternteil kann demnach das defekte Gen an sein Kind weitergeben. OPMD tritt meist jenseits der mittleren Lebensphase auf und betrifft sowohl Männer als auch Frauen, wiewohl Frauen oft einen milderen Verlauf aufweisen.

## Ursachen und Genetik
Die Okulopharyngeale Muskeldystrophie wird durch Mutationen im PABPN1-Gen (Polyadenylat-Bindendes Protein Nukleolus 1) verursacht. Dieses Gen ist für die Produktion des PABPN1-Proteins verantwortlich, das eine wichtige Rolle im Prozess der Proteinproduktion spielt. Mutationen im PABPN1-Gen führen zu einer abnormen Anhäufung von Proteinen in den Zellkernen, insbesondere in den Muskelfasern.

## Klinische Merkmale
Die Symptome der OPMD entwickeln sich normalerweise langsam über Jahre hinweg. Zu den primären Anzeichen gehören Schluckbeschwerden (Dysphagie) aufgrund einer Schwäche der Muskeln im Rachenbereich, was zu Problemen beim Essen und Trinken führen kann. In erster Linie sind jedoch die Muskeln der Augenlider betroffen, was deren meist beidseitiges Herabhängen (Ptosis) und, falls weitere äußere Augenmuskeln betroffen sind, Doppelbilder verursachen kann. In einigen Fällen können auch andere Muskeln des Körpers betroffen sein, was allgemeine Muskelschwäche und Bewegungseinschränkungen auslösen kann.

## Diagnose
Die Diagnose der OPMD basiert auf einer Kombination von klinischen Symptomen, Familienanamnese und genetischen Tests. Eine Muskelbiopsie kann durchgeführt werden, um charakteristische Anomalien in den Muskelzellen zu identifizieren, die auf OPMD hinweisen. Es dominiert eine Typ-1-Muskelfaseratrophie.

## Behandlung und Management
Derzeit gibt es keine Heilung für die OPMD. Die Behandlung zielt darauf ab, die Symptome zu lindern und die Lebensqualität der Betroffenen zu verbessern. Dies kann Physiotherapie, Logopädie und Ernährungsberatung zur Bewältigung der Schluckbeschwerden umfassen. In einigen Fällen können chirurgische Eingriffe erforderlich sein, um die Symptome im Zusammenhang mit der Ptosis zu behandeln.

## Forschung
Die Erforschung der Okulopharyngealen Muskeldystrophie konzentriert sich auf das Verständnis der zugrunde liegenden genetischen Mechanismen sowie auf die Entwicklung von Therapien, die auf die Verlangsamung oder Unterdrückung des Krankheitsverlaufs abzielen. Gentechnische Ansätze wie die Genome-Editing-Technologie könnten potenzielle Wege für die zukünftige Behandlung bieten.

## Epidemiologie
Die Prävalenz der OPMD variiert je nach geografischer Region, aber sie ist insgesamt selten. Die Krankheit wurde in verschiedenen Bevölkerungsgruppen auf der ganzen Welt beschrieben, jedoch sind bestimmte Regionen und ethnische Gruppen stärker betroffen.
Die Okulopharyngeale Muskeldystrophie stellt eine Herausforderung für Betroffene und ihre Familien dar, da sie mit einer allmählichen Verschlechterung der Muskelkraft und der damit verbundenen Beeinträchtigung der Lebensqualität einhergeht. Eine frühzeitige Diagnose, angemessene symptomatische Behandlungen und die Teilnahme an klinischen Studien sind entscheidend, um das Verständnis dieser Krankheit zu vertiefen und Fortschritte in der Behandlung zu erzielen.